# Slepčany
Slepčany (in ungherese Szelepcsény) è un comune della Slovacchia facente parte del distretto di Zlaté Moravce, nella regione di Nitra.